# Lymantria lunata
Lymantria lunata är en fjärilsart som beskrevs av Stoll 1781. Lymantria lunata ingår i släktet Lymantria och familjen tofsspinnare. Inga underarter finns listade i Catalogue of Life.

## Bildgalleri

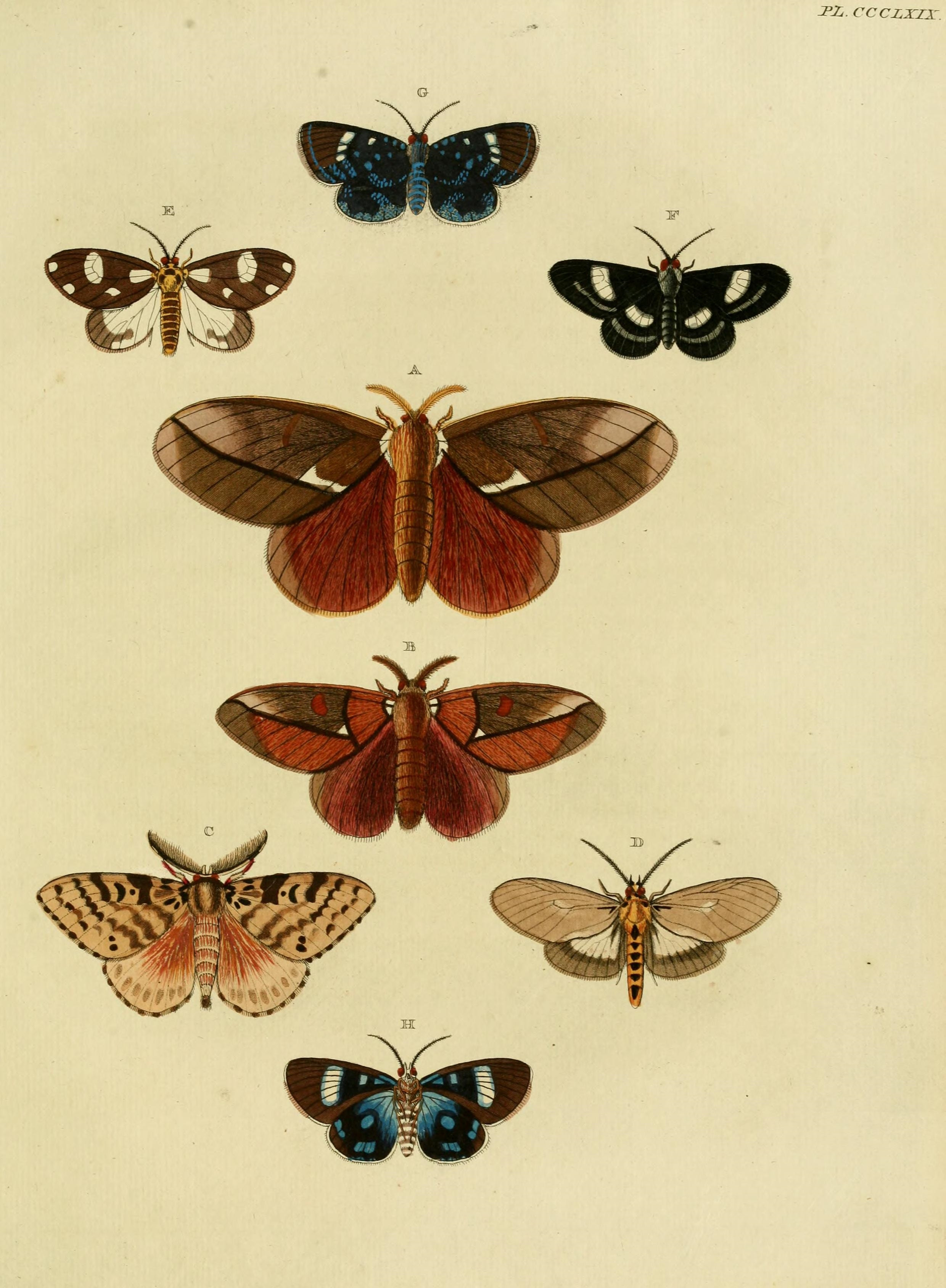
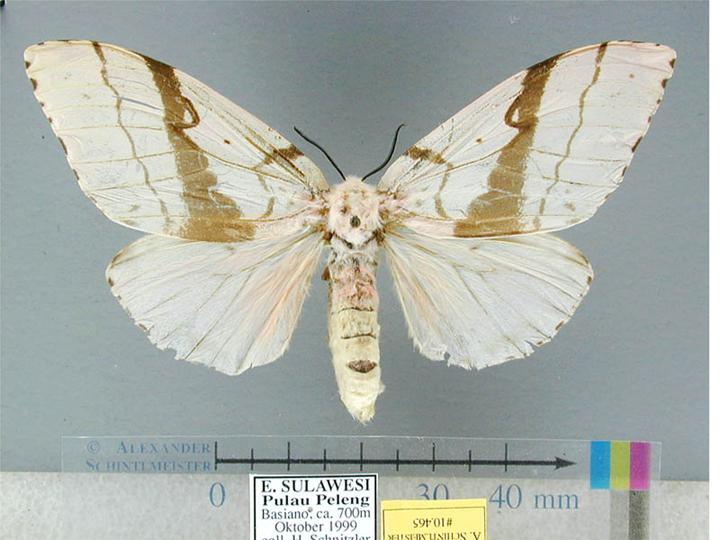